# Enrique García Álvarez (ingeniero)
Enrique García Álvarez es un ingeniero español, exmiembro de la plana ejecutiva de la gigante española Endesa España y ex gerente general de la chilena Enersis.
Estudió en la Escuela Técnica Superior de ICCP de Madrid, España, donde alcanzó el título de ingeniero de caminos, canales y puertos.
En 1974 ingresó en la hispana Endesa como director de obras. Al tiempo fue designado director de la zona norte.
Entre 1986 y 1992 fue director general de Minas y Construcción del Ministerio de Industria y Energía de España.
Entre los años 1992 y 1997 ocupó la dirección técnica de Endesa España y entre 1997 y 1999 la dirección general de distribución de la misma empresa.
Este último año pasó a Chile para dirigir el holding Enersis, matriz hasta hoy de numerosas sociedades ligadas a la energía en América Latina, entre las que destaca Endesa Chile.
A mediados de 2003 partió de vuelta a España con el fin de tramitar una jubilación anticipada, dejando su cargo al ingeniero comercial Mario Valcarce.